# Grand Prix Belgie 1987
Grand Prix Belgie 1987 (oficiálně XLV Grand Prix de Belgique) se jela na okruhu Circuit de Spa-Francorchamps v Stavelotu v Belgii dne 17. května 1987. Závod byl třetím v pořadí v sezóně 1987 šampionátu Formule 1.

## Kvalifikace
| Poř.   | No. | Jezdec             | Konstruktér            | Časy v kvalifikaci | Časy v kvalifikaci | Ztráta  | Pořadí na startu |
| Poř.   | No. | Jezdec             | Konstruktér            | Q1                 | Q2                 | Ztráta  | Pořadí na startu |
| ------ | --- | ------------------ | ---------------------- | ------------------ | ------------------ | ------- | ---------------- |
| 1      | 5   | Nigel Mansell      | Williams-Honda         | 2:06.965           | 1:52.026           | —       | 1                |
| 2      | 6   | Nelson Piquet      | Williams-Honda         | 2:08.143           | 1:53.416           | +1.390  | 2                |
| 3      | 12  | Ayrton Senna       | Lotus-Honda            | 2:08.450           | 1:53.426           | +1.400  | 3                |
| 4      | 28  | Gerhard Berger     | Ferrari                | 2:06.216           | 1:53.451           | +1.425  | 4                |
| 5      | 27  | Michele Alboreto   | Ferrari                | 2:07.459           | 1:53.511           | +1.485  | 5                |
| 6      | 1   | Alain Prost        | McLaren-TAG            | 2:11.203           | 1:54.186           | +2.160  | 6                |
| 7      | 20  | Thierry Boutsen    | Benetton-Ford          | 2:08.752           | 1:54.300           | +2.274  | 7                |
| 8      | 7   | Riccardo Patrese   | Brabham-BMW            | 2:12.914           | 1:55.064           | +3.038  | 8                |
| 9      | 19  | Teo Fabi           | Benetton-Ford          | 2:12.358           | 1:55.339           | +3.313  | 9                |
| 10     | 2   | Stefan Johansson   | McLaren-TAG            | 2:12.063           | 1:55.781           | +3.755  | 10               |
| 11     | 18  | Eddie Cheever      | Arrows-Megatron        | 2:15.321           | 1:55.899           | +3.873  | 11               |
| 12     | 17  | Derek Warwick      | Arrows-Megatron        | 2:10.946           | 1:56.359           | +4.333  | 12               |
| 13     | 8   | Andrea de Cesaris  | Brabham-BMW            | 2:13.871           | 1:57.101           | +5.075  | 13               |
| 14     | 24  | Alessandro Nannini | Minardi-Motori Moderni | 2:09.650           | 1:58.132           | +6.106  | 14               |
| 15     | 11  | Satoru Nakadžima   | Lotus-Honda            | 2:11.441           | 1:58.649           | +6.623  | 15               |
| 16     | 25  | René Arnoux        | Ligier-Megatron        | 2:15.012           | 1:59.117           | +7.091  | 16               |
| 17     | 26  | Piercarlo Ghinzani | Ligier-Megatron        | 2:15.339           | 1:59.291           | +7.265  | 17               |
| 18     | 9   | Martin Brundle     | Zakspeed               | 2:14.432           | 2:00.433           | +8.407  | 18               |
| 19     | 23  | Adrián Campos      | Minardi-Motori Moderni | 2:14.945           | 2:00.763           | +8.737  | 19               |
| 20     | 10  | Christian Danner   | Zakspeed               | 2:20.610           | 2:01.072           | +9.046  | 20               |
| 21     | 16  | Ivan Capelli       | March-Ford             | 2:13.355           | 2:02.036           | +10.010 | 21               |
| 22     | 30  | Philippe Alliot    | Lola-Ford              | 2:13.082           | 2:02.347           | +10.321 | 22               |
| 23     | 4   | Philippe Streiff   | Tyrrell-Ford           | 2:18.900           | 2:03.098           | +11.072 | 23               |
| 24     | 3   | Jonathan Palmer    | Tyrrell-Ford           | 2:14.931           | 2:04.677           | +12.651 | 24               |
| 25     | 14  | Pascal Fabre       | AGS-Ford               | 2:26.498           | 2:07.361           | +15.335 | 25               |
| 26     | 21  | Alex Caffi         | Osella-Alfa Romeo      | 2:16.268           | 2:12.086           | +20.060 | 26               |
| Zdroj: |     |                    |                        |                    |                    |         |                  |

## Závod
| Poř.   | No. | Jezdec             | Konstruktér            | Počet kol | Čas/Odstoupení | Pořadí na startu | Body |
| ------ | --- | ------------------ | ---------------------- | --------- | -------------- | ---------------- | ---- |
| 1      | 1   | Alain Prost        | McLaren-TAG            | 43        | 1:27:03.217    | 6                | 9    |
| 2      | 2   | Stefan Johansson   | McLaren-TAG            | 43        | + 24.764       | 10               | 6    |
| 3      | 8   | Andrea de Cesaris  | Brabham-BMW            | 42        | + 1 kolo       | 13               | 4    |
| 4      | 18  | Eddie Cheever      | Arrows-Megatron        | 42        | + 1 kolo       | 11               | 3    |
| 5      | 11  | Satoru Nakadžima   | Lotus-Honda            | 42        | + 1 kolo       | 15               | 2    |
| 6      | 25  | René Arnoux        | Ligier-Megatron        | 41        | + 2 kola       | 16               | 1    |
| 7      | 26  | Piercarlo Ghinzani | Ligier-Megatron        | 40        | + 3 kola       | 17               |      |
| 8 (1)  | 30  | Philippe Alliot    | Lola-Ford              | 40        | + 3 kola       | 22               |      |
| 9 (2)  | 4   | Philippe Streiff   | Tyrrell-Ford           | 39        | + 4 kola       | 23               |      |
| 10 (3) | 14  | Pascal Fabre       | AGS-Ford               | 38        | + 5 kol        | 25               |      |
| Ret    | 19  | Teo Fabi           | Benetton-Ford          | 34        | Motor          | 9                |      |
| Ret    | 9   | Martin Brundle     | Zakspeed               | 19        | Přehřátí       | 18               |      |
| Ret    | 20  | Thierry Boutsen    | Benetton-Ford          | 18        | Ložisko        | 7                |      |
| Ret    | 5   | Nigel Mansell      | Williams-Honda         | 17        | Nehoda         | 1                |      |
| Ret    | 16  | Ivan Capelli       | March-Ford             | 14        | Motor          | 21               |      |
| Ret    | 6   | Nelson Piquet      | Williams-Honda         | 11        | Výfuk          | 2                |      |
| Ret    | 21  | Alex Caffi         | Osella-Alfa Romeo      | 11        | Únik oleje     | 26               |      |
| Ret    | 27  | Michele Alboreto   | Ferrari                | 9         | Převodovka     | 5                |      |
| Ret    | 10  | Christian Danner   | Zakspeed               | 9         | Brzdy          | 20               |      |
| Ret    | 17  | Derek Warwick      | Arrows-Megatron        | 8         | Chladič        | 12               |      |
| Ret    | 7   | Riccardo Patrese   | Brabham-BMW            | 5         | Spojka         | 8                |      |
| Ret    | 28  | Gerhard Berger     | Ferrari                | 2         | Motor          | 4                |      |
| Ret    | 24  | Alessandro Nannini | Minardi-Motori Moderni | 1         | Turbo          | 14               |      |
| Ret    | 12  | Ayrton Senna       | Lotus-Honda            | 0         | Kolize         | 3                |      |
| Ret    | 23  | Adrián Campos      | Minardi-Motori Moderni | 0         | Převodovka     | 19               |      |
| Ret    | 3   | Jonathan Palmer    | Tyrrell-Ford           | 0         | Kolize         | 24               |      |
| Zdroj: |     |                    |                        |           |                |                  |      |

## Průběžné pořadí po závodě
Pohár jezdců
| Pořadí | Jezdec           | Body |
| ------ | ---------------- | ---- |
| 1      | Alain Prost      | 18   |
| 2      | Stefan Johansson | 13   |
| 3      | Nigel Mansell    | 10   |
| 4      | Nelson Piquet    | 6    |
| 5      | Ayrton Senna     | 6    |
| Zdroj: |                  |      |

Pohár konstruktérů
| Pořadí | Konstruktér    | Body |
| ------ | -------------- | ---- |
| 1      | McLaren-TAG    | 31   |
| 2      | Williams-Honda | 16   |
| 3      | Lotus-Honda    | 9    |
| 4      | Ferrari        | 7    |
| 5      | Brabham-BMW    | 4    |
| Zdroj: |                |      |

Pořadí Jim Clark Trophy
| Pořadí | Jezdec           | Body |
| ------ | ---------------- | ---- |
| 1      | Philippe Streiff | 21   |
| 2      | Philippe Alliot  | 15   |
| 3      | Pascal Fabre     | 12   |
| 4      | Jonathan Palmer  | 9    |

Pořadí Colin Chapman Trophy
| Pořadí | Konstruktér  | Body |
| ------ | ------------ | ---- |
| 1      | Tyrrell-Ford | 30   |
| 2      | Lola-Ford    | 15   |
| 3      | AGS-Ford     | 12   |